# Стевенієла південна
Стевенієла південна, стевеніела сатириовидна (Steveniella satyrioides) — вид трав'янистих рослин родини орхідні (Orchidaceae), поширений  у Криму, на півдні європейської Росії, у північній Туреччині, північному Ірані, Закавказзі.

## Опис
Багаторічна рослина (15)25–50 см заввишки. Рослина з цільними яйцюватими або овальними бульбами, з 2–4 ланцетними або довгастими листками, зосередженими при основі стебла, і великими квітками, зібраними в пряму досить нещільну китицю. Зовнішні листочки оцвітини зібрані в шолом до 1,8 мм довжиною, коричнево-пурпурові; губа біло-рожева, значно довша шолома, розділена на 3 лопаті.
Цвіте у квітні — травні, плодоносить в червні — липні. Розмножується насінням, яке проростає лише при наявності грибів-симбіонтів. Через зменшення комах-запилювачів насіння розвивається мало.

## Поширення
Поширений у Криму, на півдні європейської Росії, у північній Туреччині, північному Ірані, Закавказзі (Азербайджан, Вірменія та Грузія).
В Україні вид зростає у світлих лісах — у зах. ч. ПБК і в передгір'ях Криму, зрідка.

## Загрози й охорона
Загрозами є висока спеціалізація запилення, порушення умов зростання внаслідок курортного та дорожнього будівництва, рекреаційного навантаження, зривання квітів на букети, викопування бульб.
Занесений до Червоної книги Україні в статусі «Зникаючий». Охороняється в Кримському і Ялтинському гірсько-лісовому ПЗ, заказнику «Кубалач ».